# Cervialto
A Cervialto az olaszországi Picentini-hegység legmagasabb csúcsa. Nevét az egykoron itt élő nagyszámú szarvas után kapta (olaszul cervo). A hegy lejtőiről ered a Calore Irpino folyó.